# 兴化省

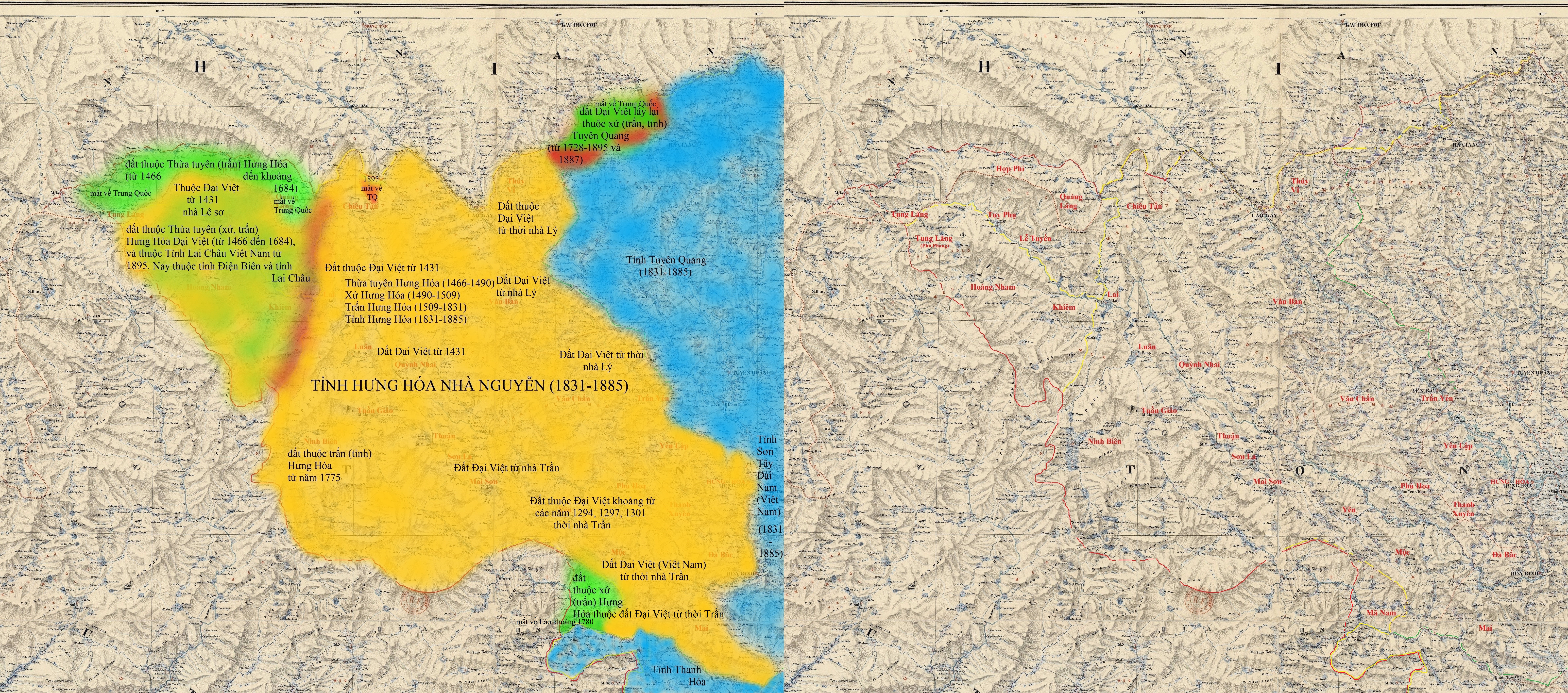
兴化省在地图的位置

兴化省（越南语：／），是越南阮朝自主時期的省份之一，其管辖范围包括今天的奠边省、莱州省、山罗省、老街省及和平省西部、安沛省大部、富寿省西部。

## 建置沿革
兴化省的前身是后黎朝的兴化承宣和兴化处（兴化镇）。阮朝明命十二年（1831年），阮朝分設省轄，改興化鎮為興化省，山西省三農縣劃歸興化省管轄。興化省下轄嘉興府、歸化府和安西府3府，共5縣16州。嘉興府下轄三農縣、青川縣、順州、山羅州、遵教州、枚州、安州、寧邊州、枚山州、扶華州、木州、陀北州2縣10州，歸化府下轄文振縣、鎮安縣、安立縣、文盤州、水尾州3縣2州，安西府下轄昭晉州、倫州、瓊崖州、萊州4州。
明命十四年（1833年），青川縣分設為清山縣和清水縣。
紹治元年（1841年）三月，避佐天仁皇后胡氏華諱，扶華州改名為扶安州。五月，以嘉興府寧邊州、遵教州和安西府萊州增設奠邊府。
嗣德四年（1851年），瓊崖州劃歸奠邊府。嗣德五年（1852年），倫州劃歸奠邊府。
嗣德二十九年（1876年），興化省析置新化道。嗣德末，又撤銷新化道，複歸興化省。
同慶元年（1886年），山西省錦溪縣劃歸嘉興府管轄。同慶二年（1887年），安西府改為安邊道，设防御使1员，下轄昭晉州、水尾州和文盤州3州，後演變為老街省。
成泰元年（1889年），停設安邊道防禦使，改設副管道。
成泰四年（1892年），以鎮安縣、安立縣、清山縣和山西省夏和縣析置安沛道，後演變為安沛省。以山羅州、枚山州、扶安州、安州、木州、寧邊州、遵教州、順州置澫慕道，後演變為山羅省。同年，山西省臨洮府和端雄府劃歸興化省。
成泰初年，枚州和陀北州劃歸芳林省。萊州、瓊崖州、倫州置為萊州道，後演變為萊州省。
成泰十八年（1906年），興化省莅移設於富壽社，改名為富壽省。

## 行政区划
成泰十八年（1906年），興化省下轄錦溪縣、青波縣、夏和縣、清山縣、安立縣、玉關縣、雄關縣、山圍縣、扶寧縣、清水縣、三農縣、鶴池縣。